# Нуклеарна електрана Дуковани
Дуковани нуклеарна електрана је прва нуклеарна електрана на територији Чешке републике. Представља важан извор енергије за ову земљу. Налази се 30km југоисточно од места Требич. Године 2006. ова електрана је произвела 14,025 TWh електричне енергије, што је око 20% целокупне искоришћене енергије у Чешкој. Од 1985. године па све до 2006. у електрани је произведено 265 TWh електричне енергије. По својој снази је друга по реду, после нуклеарне електране Темелин.
У корист електране изграђена је у њеној близини мала хидроелектрана Далешице. На територији нуклеарне електране налази се и соларна електрана, снаге 10kW, а у плану је изградња и електране која користи ветар.
Изградња нуклеарне електране коштала је око 72 милијарде динара и сматра се да се до 2007. године, ова цифра два пута исплатила. Производња 1kW часа кошта око 1,8 динара.
Тренутно, директор електране Дуковани је Здењек Линхарт.

## Техничке информације о електрани

### Реактори
Нуклеарна електрана Дуковани има 4 реактора ВВЕР 440, тип В213. Сваки има снагу 440MW, осим трећег, који има 456MW. У срдици сваког од ректора налази се 312 горивних елемената. Сваки елемент је изграћен из 126 горивних шипки, у којима је уранијум херметички затворен. Осим тога у реакторима се налазе и 37 шипки за регулацију и контролу.
Висина језгра реактора је 2,5 m, пречник 2,88 m.

### Гориво
Као гориво се користи уранијум, обогаћен са 4,25% уранијумом 235, наравно, ова вредност може да подлеже разним променама. Гориво се мења на 4 године. Тежина горива је око 42.

### Хлађење
Користи се хидроелектрана Далешице. Ова електрана има снагу око 450MW, а направљена је тако, да може у случају хаварије да замени снагу једног од реактора из електране Дуковани. Запремина воде примарног циклуса је 209 кубних метара. За један сат, кроз реактор прође око 42 000 метара кубних воде.

## Историја електране
Историја електране Дуковани почиње 1970. године, када је Совјетски Савез потписао уговор са Чехословачком о изградњи две нуклеарне електране на територији Чехословачке. Једна електрана је Дуковани а друга на територији данашње Словачке Републике, Бохунице. Нуклеарна електрана је почела да се гради 1978. године. Први реактор је почео са радом 1985. године а последњи, четврти по реду, 1987.

## Појединости о електрани
- Примарни прстен или примарно коло електране састоји се из: Реактора, Парног генератора(котла), главне циркулационе пумпе. Главном циркулационом пумпом протиче 7000 кубних метара за један сат.
- У секундарном прстену електране налазе се сви остали делови електране, као што су турбина (на сваком реактору по 2 турбине, укупне снаге 440 мегавати), електрични генератор, кондензатор, пумпе за напајање итд.